# Ofita
Les ofites són roques magmàtiques hipoabissals que es creu que han tingut un origen subvolcànic, és a dir, s'han originat quan un magma ha cristal·litzat en esquerdes i cavitats just abans d'arribar a la superfície.
Són roques de composició bàsica (pobre en sílice) constituïdes per petits cristalls de piroxè i plagiòclasi. La seva textura o microestructura està formada per una interpenetració d'aquests cristalls.
Es presenten en forma de petits afloraments (uns centenars de metres com a màxim) per tot el Prepirineu central.